# Katarsis
Katarsis ist eine litauische Alternative-Rockband aus Vilnius. Sie vertrat Litauen beim Eurovision Song Contest 2025 in Basel mit ihrem Lied Tavo akys.

## Geschichte
Katarsis gründete sich 2020 in Vilnius und veröffentlichte im Mai desselben Jahres ihre erste Single Vasarą Galvoj Minoras. 2024 folgte mit Dausos die erste EP.
2025 nahm Katarsis mit ihrem Lied Tavo akys an Eurovizija.LT, dem litauischen Vorentscheid für den Eurovision Song Contest, teil. Im Finale am 8. Februar 2025 erhielt die Band im Superfinale die meisten Zuschauerstimmen und wurde damit zum Vertreter Litauens beim Eurovision Song Contest 2025 in Basel gewählt, wo sie sich im zweiten Halbfinale am 15. Mai für das Finale am 17. Mai qualifizierte. Im Finale belegte der Beitrag den 16. Platz.

## Diskografie

### EPs
- 2024: Dausos

### Singles
- 2020: Niekas
- 2020: Vasarą galvoj minoras (LT: Gold)[4]
- 2022: Rasa
- 2022: Des
- 2023: Ėda
- 2023: Būsi
- 2023: Praradau tave
- 2024: Pamiršau žiūrėt į paukščius
- 2024: Dingo
- 2025: Tavo akys
- 2025: Balta meilė
- 2025: Kas man be jūros

### Als Gastmusiker
- 2025: Išliesiu (mit Jauti)